# آلن ام. هورنبلوم
آلن ام. هورنبلوم نویسنده و روزنامه‌نگار امریکایی و یک مقام سابق عدالت کیفری و سازمان‌دهندهٔ سیاسی مستقر در فیلادلفیا، ایالات متحده است.  او هفت کتاب ناداستان نوشته است که موضاعاتی از قبیل جنایات سازمان یافته و جاسوسی شوروی گرفته تا اخلاق پزشکی و ورزش را در برمی‌گیرد. اولین کتاب او، هکتارها پوست ، که در سال 1998 منتشر شد، به تفصیل به آزمایش‌های پزشکی غیراخلاقی انسانی در زندان هولمزبورگ پرداخته بود. این کتاب مورد توجه رسانه‌های بین‌المللی قرار گرفت.  متعاقباً، هورنبلوم کتاب محکومیت به علم را نوشت که آن هم دربارهٔ تجربهٔ یک زندانی آمریکایی-آفریقایی تبار در زندان هلمزبورگ بود. 
سومین کتاب هورنبلوم در مورد اخلاق پزشکی، بر خلاف اراده آنها، با همکاری جودیت نیومن و گریگوری دوبر در سال 2013 منتشر شد.  آخرین انتشار کتاب او نیز، کلوسوس آمریکایی: بیل تیلدن بزرگ و ایجاد تنیس مدرن (انتشارات دانشگاه نبراسکا، اسپرینگ، 2018) است. 